# Ruta de Matadi
La ruta de Matadi es una carretera que une Kinshasa con la ciudad de Matadi en el Bas-Congo en la República Democrática del Congo. Sale de Kintambo, y en su recorrido urbano toma el nombre de "Avenida Makanda Kabobi", sale del valle del Congo por el monte Ngaliema (en el municipio de Ngaliema). Una vez sale del distrito urbano de Kinshasa, se dirige hacia el oeste a través del Bas-Congo siguiendo de modo aproximado el itinerario de la vía férrea Matadi-Kinshasa.

## Localidades que atraviesa
- Kinshasa
  - Kintambo
  - Ngaliema
- Kasangulu
- Madimba
- Kintanu
- Mbanza-Ngungu
- Songololo
- Tombagadio
- Matadi